# Gabelentz

Wappen derer von der Gabelentz

Gabelentz ist der Name eines alten meißnischen Adelsgeschlechts. Die Herren von der Gabelentz gehörten zum vierten Heerschild. Zweige der Familie bestehen bis heute.
Da der Orts- und Familienname Gablenz relativ häufig ist, darf das Geschlecht von der Gabelentz nicht mit anderen alten Adelsgeschlechtern gleichen Namens in genealogischen Zusammenhang gebracht werden. So hatten zum Beispiel die schlesische Familie Gablentz und die in Österreich und Sachsen ansässigen niederlausitzer Gablenz andere Ursprünge.

## Geschichte

### Herkunft

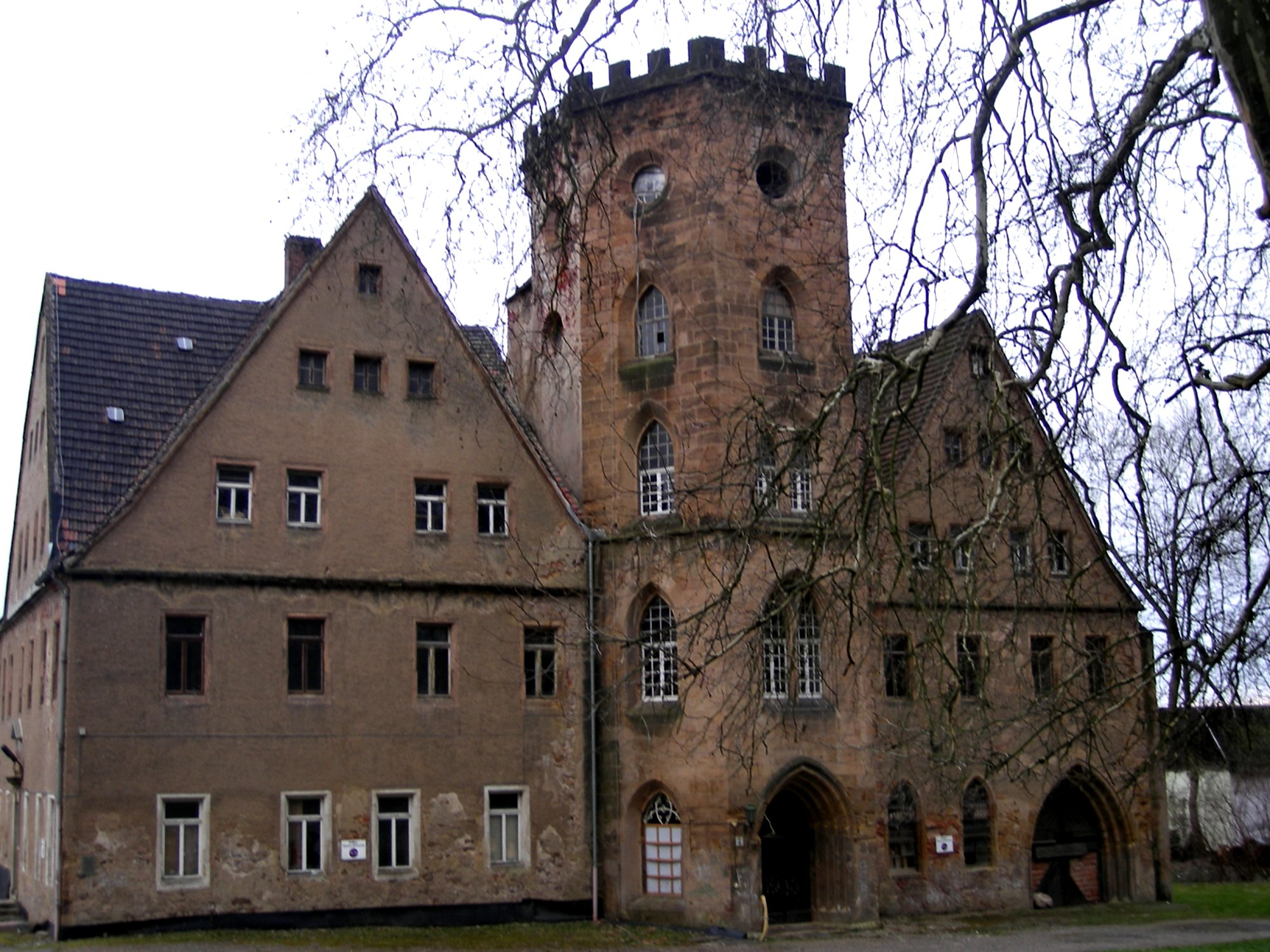
Der Sitz der Herren von der Gabelentz auf Schloss Poschwitz

Vermutlich waren Godesalcus und Badericus de Gabelenze Angehörige der Familie, die in einer Urkunde des Erzbischofs Adelgotus von Magdeburg bereits 1106 erscheinen. Ihr namensgebender slawischer Stammsitz, der 1140 zerstört wurde, soll bei Plötzkau gelegen haben. Später zogen Angehörige der Familie unter dem Schutz des Burggrafen Heinrich II. von Magdeburg, der zugleich Burggraf von Leisnig war, in die Markgrafschaft Meißen. Dort erwarben sie ein Gut bei Crimmitschau, dem sie den Namen Gablenz (heute ein Ortsteil von Crimmitschau) gaben und 1276 die Herrschaft Poschwitz, welches heute ein Stadtteil der Stadt Altenburg ist. Dieser neue Stammsitz blieb noch bis zur Enteignung 1945 in Familienbesitz.
Nach Kneschke erscheint die Familie erstmals 1221 mit Georg von der Gabelentz, der bei den meißnischen Markgrafen in hoher Gunst stand.
Als erster gesicherter Angehöriger des Geschlechts erscheint Theodoricus de Gabelence im Jahre 1273 in einer Urkunde. Er erwarb durch Kauf das Gut Nobitz. Die gesicherte Stammreihe beginnt mit Albrecht von der Gabelentz auf Poschwitz, Burgmann zu Altenburg, der 1376 bis 1392 urkundlich erscheint.

### Ausbreitung und Besitzungen
Das heute bekannte Wappen mit dem Gabeleisen in der Spitze erschien erstmals 1394. Vorher zeigten die Siegel nur das einfache Heroldsbild mit der gesenkten Spitze. Die Familie war im Pleißenland reich begütert.
Albertus von der Gabelentz war 1436 Abt im Kloster zu Altenburg. Er versorgte auch das Kloster Pforta mit mehreren Einkünften. 1438 kam Windischleuba in Familienbesitz. Georg von der Gabelentz verkaufte 1529 dem sächsischen Kurfürsten Johann dem Beständigen das Burglehn zu Altenburg, das die Familie seit Urzeiten besaß. Um diese Zeit wurde Hans von der Gabelentz kurbrandenburgischer Rat. Er war unter anderem zu Kletzwalde besitzlich und begründete eine Linie des Geschlechts im Herzogtum Preußen. Sie erlosch aber bereits im Jahre 1657 mit dem Tod des königlich schwedischen und polnischen Oberstleutnant Christoph Friedrich von der Gabelentz.
Anfang des 17. Jahrhunderts konnte die Herrschaft Lemnitz erworben werden. Das dort Mitte des 18. Jahrhunderts errichtete Schloss wurde Stammsitz der Lemnitzer Linie. Aus dieser Linie kam Friedrich von der Gabelentz († 1794). Er war Kommandant der Festung Hohentwiel und Taufpate von Friedrich Schiller. Auch Lemnitz blieb bis zur Enteignung 1945 im Familienbesitz.
1749 ließ Hieronymus Christoph von der Gabelentz das im Jahr 1712 abgebrannte Schloss Spree wieder aufbauen.
Ein bedeutender Vertreter der Familie war Hans Conon von der Gabelentz († 1874). Er war herzoglich-altenburgischer Minister und ein namhafter Sprachforscher. Sein erster Sohn Hans Albert von der Gabelentz († 1892) erhielt am 18. November 1859 zu Weimar von Großherzog Carl Alexander von Sachsen-Weimar-Eisenach die Genehmigung, seinen Namen und sein Wappen mit dem seiner Mutter (einer geborenen von Linsingen) vereinigen zu dürfen. Sein Sohn, Hans Georg Conon von der Gabelentz († 1893), war Professor für ostasiatische Sprachen in Berlin. Er führte das Werk seines Vaters fort.
Am 27. Mai 1928 wurde in Poschwitz ein Familienverband gegründet. 1938 besaß die Familie seit 550 Jahren ihr herrschaftliches Anwesen in Poschwitz.

## Wappen
Das Stammwappen zeigt in Silber eine gesenkte rote Spitze, darin ein dreizinkiges silbernes Gabeleisen. Auf dem Helm sind zwei rot-silberne, nach innen schräggeteilte Flügel. Die Helmdecken sind rot-silbern.

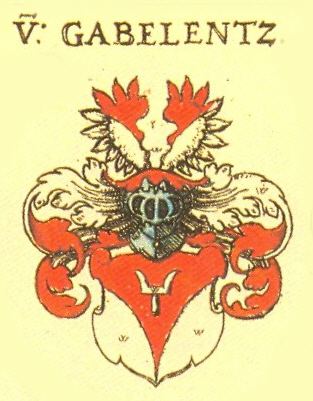
Wappen in Siebmachers Wappenbuch von 1605
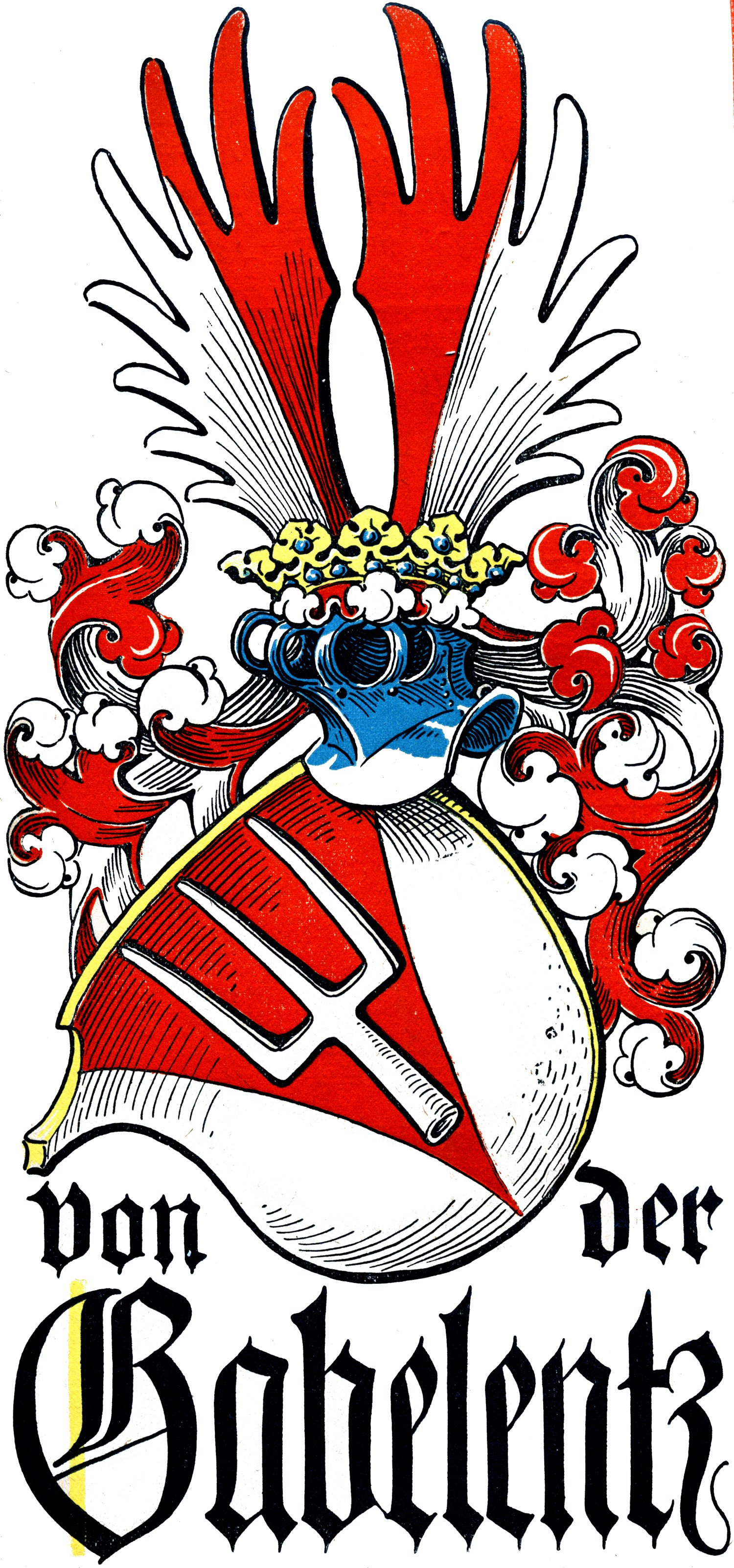
Wappengrafik von Otto Hupp im Münchener Kalender von 1921

## Namensträger
- Georg Carl Gottlob von der Gablenz (1708–1777), preußischer Generalleutnant
- Leopold von der Gabelentz (1778–1831), Geheimrat, altenburgischer Kanzler[5] und Skatpionier
- Hans Conon von der Gabelentz (1807–1874), Sprachforscher
- Georg von der Gabelentz (1840–1893), Sprachwissenschaftler und Sinologe
- Georg von der Gabelentz (1868–1940), Unterhaltungsschriftsteller
- Hans von der Gabelentz (1872–1946), Kunsthistoriker, Museumsdirektor und Schriftsteller
- Albrecht von der Gabelentz (1873–1933), Museumsdirektor
- Hanns-Conon von der Gabelentz (1892–1977), Kunsthistoriker, Museumsdirektor

## Grabstätten
- neuer Friedhof von Windischleuba in Thüringen: in abgetrenntem Bereich im hinteren/südwestlichen Friedhofsteil mehrere Grabplatten und Grabdenkmäler derer von der Gabelentz und derer von Münchhausen, Besitzer von Rittergut und Schloss Windischleuba